# Пеньково (Бірський район)
Пенько́во (рос. Пеньково, башк. Пеньково) — село у складі Бірського району Башкортостану, Росія. Входить до складу Кусекеєвської сільської ради.
Населення — 157 осіб (2010; 186 у 2002).
Національний склад:
- марійці — 72 %
- росіяни — 28 %